# Etileno
O etileno ou eteno é o hidrocarboneto alceno mais simples da família das olefinas, constituído por dois átomos de carbono e quatro de hidrogênio (C2H4). Existe uma ligação dupla entre os dois carbonos. A existência de uma ligação dupla significa que o etileno é um hidrocarboneto insaturado. Pela nomenclatura IUPAC recebe a denominação de eteno.
A molécula não pode rodar em torno da ligação dupla, e os seis átomos dispõem-se no mesmo plano. O ângulo das duas ligações carbono-hidrogênio é de 117º, muito próximo dos 120º preditos pela hibridização sp² ideal.
É um gás incolor, odor etéreo, levemente adocicado que liquefaz a -103°C e solidifica a -169°C, sendo o composto químico de maior utilização no setor químico industrial.

## Obtenção

### Destilação seca da hulha
A hulha é aquecida a uma temperatura de 1000°C/1300°C em presença de uma corrente de ar. Obtém-se uma fração gasosa que contém entre 3% a 5% de etileno.

### Desidrogenação do etano
Industrialmente o etileno é preparado pela desidrogenação do etano (retirada de hidrogênio). A desidrogenação ocorre entre 500°C e 750°C, utilizando catalisadores como óxido de crômio, de molibdênio, de vanádio e de urânio suspensos em alumina.
{\displaystyle {\ce {CH 3 - CH3 -> CH2 = CH2 + H2}}}

### Desidratação do álcool etílico
Várias indústrias propõem a fabricação de plástico verde ou ecológico a partir do álcool etílico produzido a partir da cana de açúcar. O método é antigo e semelhante a fabricação de éter etílico (antigamente chamado sulfúrico):
{\displaystyle {\ce {CH3CH2OH -> CH2=CH2 + H2O}}}

O método é catalisado por ácido sulfúrico ou alumina. A baixa temperatura favorece a produção do éter etílico e alta temperatura favorece o etileno.

### Craqueamento do petróleo
Quando moléculas grandes constituintes do petróleo (geralmente alcanos) são quebradas (inglês to crack = quebrar) através de um processo simples de aquecimento utilizando catalisadores (pode ser silica, alumina Al2O3), forma-se uma fração gasosa que contém na sua composição etileno. Esse processo é um dos mais simples que ocorrem com a transformação do petróleo.

## Aplicações
O etileno é usado como:
- Anestésico: Em intervenções cirurgicas pode ser usado como anestésico moderado.
- Amadurecimento de frutas: O etileno é produzido naturalmente em plantas, sendo responsável pelo amadurecimento de frutos. É usado para amadurecer de maneira forçada frutas verdes.
- fabricação do polietileno, plástico de amplo uso (as propriedades do polietileno dependem da técnica usada na polimerização).
- Utilizado na mistura denominada MGR (Mixed Gas Refrigerant - gás misto refrigerante), que é fundamental para liquefação do gás natural (GNL) em processos industriais, onde a refrigeração necessária é obtida por uma válvula Joule-Thomson.

A maior aplicação do etileno é através do emprego de derivados obtidos a partir dele:
- Cloreto de etileno: Usado para a produção de tiocol (polissulfeto de polietileno) que é uma borracha sintética.
- Cloreto de vinila: É um monômero para a obtenção do polímero coroscal, vinilite e sarans que são plásticos.
- Óxido de etileno ou epóxido de etileno utilizados como inseticida.
- Obtenção do etileno glicol que é a matéria-prima para a produção de:
  - Dinitrato de glicol: Explosivo.
  - Diesterato: Plastificante de resinas e lacas.
  - Celossolve e metilcelossolve: Solventes de tintas.
  - Dietieleno e trietileno: Solventes e plastificantes.
  - Ftalato: Plastificante de resinas e plásticos.

- Obtenção de etilenocloridrina como matéria-prima para a obtenção de:
  - Ácido acrílico e ésteres: São vidros sintéticos.
  - Éteres de glicol: Solvente para vernizes e tintas.
  - Dicloroetílico:Solvente para alcatrão, resina ou cera; fumigante para o solo; removedor de mancha para óleo ou graxa.
  - Acetato de vinila e éter vinílico: Produção de couros sintéticos, discos, plásticos para moldes e adesivos.

## Etileno como hormônio vegetal
Biossíntese
A rota completa de síntese do etileno é um ciclo (ciclo de Yang).O primeiro precursor do etileno nesta via é o aminoácido metionina, o qual é adenilado pela AdoMet sintetase, formando a S-adenosilmetionina. O precursor imediato do etileno é o ácido 1-aminociclopropano-1-carboxílico (ACC) que é sintetizado a partir da AdoMet pela enzima ACCsintase, nesta reação, a adenina é liberada da AdoMet e é ligada à outra molécula de metionina através do ciclo de Yang.  A última etapa de síntese do etileno é a conversão do ACC em etileno catalisada pela enzima ACC oxidase.
A etapa limitante para a produção do etileno é a síntese do ACC a partir de AdoMet, que é catalisada pela ACCsintase. Esta enzima tem seus níveis regulados por fatores ambientais e internos, como ferimentos, inundação, estresse hídrico e presença de auxina e é codificada por uma família multigênica divergente, na qual os genes são regulados de formas distintas por indutores diferentes.

### Modo de ação
Inicialmente, o Etileno liga-se a um receptor proteico na membrana do Retículo Endoplasmático. Em seguida, esse receptor deixa de ativar uma proteína, a CTR1, que atua como reguladora negativa da cadeia de sinais químicos que produz a resposta biológica do etileno. Em outras palavras, a presença do etileno inativa uma proteína que atua como inibidora, fazendo então com que a resposta ocorra. Na ausência do etileno, a CTR1 inibe a formação dos fatores de transcrição que irão regular a expressão de genes de resposta ao etileno na planta.

### Efeitos biológicos
O Etileno regula diversas respostas nos vegetais. O etileno é conhecido como “hormônio do amadurecimento”, pois promove o amadurecimento de frutos através da oxidação de lipídios, quebra das ligações de amido e decomposição da clorofila (molécula responsável pela coloração verde dos vegetais). Isso confere a Outros efeitos biológicos promovidos pelo etileno são: germinação de sementes; epinastia (curvatura para baixo)de folhas; abscisão (queda) de frutos maduros, órgãos senescentes ou danificados e folhas; expansão celular horizontal e crescimento lateral do caule; quebra de dormência de gemas e sementes em algumas espécies; alongamento do caule de espécies vegetais aquáticas submersas; formação de raízes e pêlos absorventes; indução floral e expressão sexual, como por exemplo em Cucurbitaceae (família das abóboras), o etileno induz a preferência de flores femininas. Embora o etileno iniba o florescimento na maioria das espécies, em plantas de abacaxi ele induz o florescimento.